# Klinga Péter
Klinga Péter (Királyhelmec, 1980. június 20. –) magyar színész.

## Életpályája
1980-ban született a felvidéki Királyhelmecen. A Gór Nagy Mária Színitanodában végzett. Előbb a Madách Színházban szerepelt, majd 2006-2024 között a Győri Nemzeti Színház tagja volt.

## Színházi szerepei

### Győri Nemzeti Színház
- Lionel Bartː Oliver - Mr Sowerberry, temetkezési vállalkozó
- Dávid Attila Péter: Bohóckaland
- Ödön von Horváth: A végítélet napja - Ügynök
- Marc Norman - Tom Stoppard - Lee Hall: Szerelmes Shakespeare - Sam / Júlia
- Szigligeti Ede: Liliomfi- Pandúr, Szolga
- Jávori Ferenc Fegya - Miklós Tibor - Kállai István - Böhm György: Menyasszonytánc - Dávid
- Szilágyi Andor: Leánder és Lenszirom - Bogyó
- Agatha Christie: Váratlan vendég - Cadwallader őrmester
- Lévay Szilveszter - Michael Kunze: Elisabeth - Kempen báró
- Szabó Magda: Régimódi történet - Halmi / Ács / Otth István
- Tanádi István: Szibériai csárdás - Petheő Zsiga
- Huszka Jenő - Bakonyi Károly - Martos Ferenc: Bob herceg - Tánctanár
- John Steinbeck: Egerek és emberek - Carlson
- Fenyő - Egressy: Aréna - Mikka, jégkorongozó
- Carlo Goldoni: Két úr szolgája - Pincér
- Bródy János - Szörényi Levente: István, a  király - Pázmány/Laborc
- Ránki György: Pomádé király új ruhája - Dani
- Kszel Attila: Szemben a nappal - Peches Pizzi, sikertelen útonálló
- Presser - Sztevanovity - Horváth: A padlás - Detektív, aki még önmagát is kinyomozza
- Ábrahám - Löhner-Beda - Grünwald: Bál a Savoyban - René
- Egressy Zoltán: Édes életek - Misi
- Boris Pasternak: Doktor Zsivágó - Jankó
- Woody Allen: Semmi pánik! - Hatami, szakács
- Beatles.hu
- Carroll - Erdeős - Szemenyei: Alice Csodaországban - Fehér Nyúl
- Rodgers - Hammerstein: A muzsika hangja - Rolf Gruber
- Ludwig: Primadonnák - Butch
- Scarnacci - Tarabusi: Kaviár és lencse - Roberto
- Petőfi Sándor: A helység kalapácsa - Kántor
- Gogol: A revizor - Szolga
- Rice-Webber: Jézus Krisztus szupersztár - Annás/Simon
- Egressy Zoltán: Június - Lufis, Szerelő 2
- Móricz Zsigmond: Úri muri - Márton
- Márton Gyula: Csinibaba - Giulio, dzsigoló
- Frank Wildhorn - Nan Knighton: A Vörös Pimpernel - Leggett
- Fenyő - Tasnádi: Aranycsapat - Putyi
- Tolcsvay - Müller - Müller: Mária evangéliuma
- Barabás - Gádor - Darvas - Kerekes: Állami Áruház - Kalauz
- Jonathan Larson: Rent - Gordon
- Shakespeare: Hamlet - Színészkirályné
- Kander-Ebb-Masteroff: Kabaré - Konferanszié
- Egressy: Kék, kék, kék - Bláz
- Várkonyi - Béres: Egri csillagok - Vitéz
- Tolcsvay - Müller - Müller: Isten pénze - Peter
- Poiter: Őrült nők ketrece - Jakab
- Dés - Geszti: A dzsungel könyve - Maugli
- Shakespeare: Szentivánéji álom - Tündérek
- Fosse - Kander - Ebb: Chicago - csoportos szereplő
- Zola - Nagy: Nana - Georges Hugon

### Madách Színház
- Brooks - Meehan: Producerek - Hegedűs
- Webber: Az operaház fantomja - kórus

### Komáromi Jókai Színház
- Csukás - Bergendy: Süsü, a sárkány - Királyfi

## Filmes és televíziós szerepei
- Kék kék kék (2022) ...Bláz
- Szájhős.tv (2022) ...Fiatal főnök